# 新西遊記
『新西遊記』（しんさいゆうき）は、2000年6月24日から2002年7月6日まで中国・四国・九州地方の日本テレビ系列局で放送された紀行番組。不定期放送で、1クールに1回ほどのペースで放送されていた。

## 概要
くりぃむしちゅーの上田晋也と有田哲平が西日本各地の町を回り、その土地の観光スポットや特産品を直に堪能しながら視聴者に紹介していた番組である。ネット局13局による共同製作番組で、各局が持ち回りで番組製作を担当する方式を採っていた。

## 出演者
- 上田晋也（海砂利水魚 → くりぃむしちゅー）
- 有田哲平（海砂利水魚 → くりぃむしちゅー）
- 柳明日香
- 岡本夏生

## 放送局
- 日本海テレビ
- 広島テレビ
- 山口放送
- 四国放送
- 西日本放送
- 南海放送
- 高知放送
- 福岡放送
- 長崎国際テレビ
- テレビ大分
- 熊本県民テレビ
- テレビ宮崎
- 鹿児島讀賣テレビ